# Α-吡咯烷基苯丁酮
α-吡咯烷基苯丁酮（英語：α-Pyrrolidinobutiophenone，缩写：α-PBP，或称为：1-苯基-2-(N-吡咯烷基)-1-丁酮）是一种含氮有机化合物，分子式C14H19NO，属于卡西酮衍生物，1960年代研发，2015年列入《非药用类麻醉药品和精神药品名录》。